# John Belchier
John Belchier (Kingston upon Thames, 1706 – 1785) è stato un medico inglese.
Studiò medicina a Eton e, dal 1736, fu chirurgo al Guy's Hospital e più tardi diresse il Saint Thomas' Hospital.
Divenne membro della Royal Society nel 1732. Studiò particolarmente la formazione dello scheletro utilizzando nuove tinture quali l'alizarina, che utilizzò nell'alimentazione dei giovani maiali. Si ispirò, per lo studio della crescita vegetale, a Henri Louis Duhamel du Monceau.